# Daralabe
Daralabé (ou Daara Labé) est une subdivision administrative de la Guinée, sous-préfecture de la préfecture de Labé. Elle est située dans le massif du Fouta Djallon, à environ 18 km du centre ville de Labé . En 2019 on y accède par 6 km de piste et 12 km de route goudronnée (N5).

## Population
En 2016, la localité comptait 9 718 habitants.

## Personnalités liées
- Bano Barry, sociologue et homme politique ;
- Jupiter Davibe (Ibrahima Bah) artiste chanteur et compositeur[3].